# ISO 3166-2:SG
ISO 3166-2:SG — стандарт Международной организации по стандартизации, который определяет геокоды. Является подмножеством стандарта ISO 3166-2, относящимся к Сингапуру.
Стандарт охватывает пять округов. Каждый код состоит из двух частей: кода ISO 3166-1 для Сингапура - SG и двухсимвольного номера, записанных через дефис.
Геокоды пяти регионов Сингапура являются подмножеством кода домена верхнего уровня — SG, присвоенного Сингапуру в соответствии со стандартами ISO 3166-1.

## Геокоды первого и второго уровня для Сингапура

Геокоды округов Сингапура по стандарту ISO 3166-2:SG

Геокоды 5 регионов административно-территориального деления Сингапура.
| Код   | Административная единица |       |
| ----- | ------------------------ | ----- |
| SG-01 | Центральный              | округ |
| SG-02 | Северо-восточный         | округ |
| SG-03 | Северо-западный          | округ |
| SG-04 | Юго-Восточный            | округ |
| SG-05 | Юго-Западный             | округ |